# Krakowski Festiwal Filmowy
Das Krakowski Festiwal Filmowy ist ein internationales Filmfestival in Krakau, das auf Dokumentarfilme, Animationsfilme und Kurzfilme spezialisiert ist.
Mit Gründungsjahr 1961 zählt das Festival zu den ältesten dieser Art in Europa. Es ist beim internationalen Filmproduzentenverband FIAPF akkreditiert und findet alljährlich im Mai bzw. Juni statt.
Der Hauptpreis des internationalen Wettbewerbs ist der Goldene Drache. Im polnischen Wettbewerb ist der Goldene Lajkonik sein Gegenstück. Ein Lajkonik ist ein Steckenpferd-Reiter, der zur Krakauer Folklore gehört. Weiterhin hat das Krakowski Festival Filmowy einen eigenen Studenten-Wettbewerb.
Insbesondere für das polnische Kino ist das Festival von Krakau als Entdecker von heimischen Regisseuren wie Krzysztof Kieślowski von Bedeutung.